# Família é Tudo
Família é Tudo es una telenovela brasileña creada por Daniel Ortiz y emitida por TV Globo desde el 4 de marzo hasta el 27 de septiembre de 2024. Está protagonizada por Arlete Salles, Nathalia Dill, Juliana Paiva, Thiago Martins, Isacque Lopes, Ramille, Renato Góes, Raphael Logam y Jayme Matarazzo.

## Reparto

### Reparto principal
- Arlete Salles como Frida Mancini and Catarina Mancini Galindo[4][5]
- Nathalia Dill como Vênus Mancini[6]
  - Bruna Negendank como Vênus Mancini (joven)[7]
- Juliana Paiva como Electra Mancini[8]
- Thiago Martins como Júpiter Anchieta Mancini[9]
- Isacque Lopes como Plutão Mancini[10]
- Ramille como Andrômeda Mancini[11]
- Raphael Logam como Hans Mancini Galindo[12]
- Renato Góes como Tomás Monteiro "Tom"[13]
- Jayme Matarazzo como Luca Baggio[14]
- Paulo Lessa como Netuno[15]
- Ana Hikari como Mila
- Lucy Ramos como Paulina Monteiro[16]
- Rafa Kalimann como Jéssica de Osma[17]
- Daphne Bozaski como Lupita Maria Del Rosario Sanchez Perez de La Cruz[18]
- Daniel Rangel como Augusto do Nascimento "Guto"[19]
- Gabriel Godoy como Francisco do Nascimento "Chicão"[20]
- Henrique Barreira como Murilo Baggio[21]
- Sérgio Malheiros como Ernesto Garcia[16]
- Grace Gianoukas como Leda Anchieta Mancini[22]
- Cris Vianna como Lulu Mancini[23]
- Ana Carbatti como Fernanda Mancini "Nanda"[24]
- Alexandra Richter como Brenda Monteiro[25]
- Jayme Periard como Ramón Monteiro[26]
- Conrado Caputto como Enéas[21]
- Cristina Pereira como Marieta Calando[27]
- Caio Vegatti como Max[28]
- Aisha Moura como Nicole[28]
- Nina Frosi como Bia
- Mila Carmo como Chantal Grecco[29]
- Caio Giovani como Wilson Fernandes
- Claudio Torres Gonzaga como Furtado
- Guilherme Canellas como Haroldinho
- Aleh Silva como Kleberson
- Antônio Caramelo como Pudim Monteiro[30]
- Sophia Rosa como Laurinha Monteiro

### Invitados especiales
- Paulo Tiefenthaler como Pedro Mancini[31]
- Fernando Pavão como Mathias Galvão[32]
- Lívia Rossy como Gina
- Matheus & Kauan como ellos mismos[33]

## Audiencia
| Temporada | Episodios | Primera emisión    | Primera emisión              | Última emisión           | Última emisión               | Prom. de espectadores (Puntos de rating) |
| Temporada | Episodios | Fecha              | Audiencia (Puntos de rating) | Fecha                    | Audiencia (Puntos de rating) | Prom. de espectadores (Puntos de rating) |
| --------- | --------- | ------------------ | ---------------------------- | ------------------------ | ---------------------------- | ---------------------------------------- |
| 1         | 177       | 4 de marzo de 2024 | 19.8                         | 27 de septiembre de 2024 | 23.3                         | 20.7                                     |